# لينا (ويسكونسن)
لينا (بالإنجليزية: Lena, Wisconsin)‏ هي قرية تقع في الولايات المتحدة في مقاطعة أوكونتو (ويسكونسن). يقدر عدد سكانها بـ 564 نسمة ومساحتها 2.67 كم2وترتفع عن سطح البحر 213 متر.

## التركيبة السكانية
قام مكتب تعداد الولايات المتحدة بتحديد بيانات التركيبة السكانية للينا في تعداد الولايات المتحدة. في ما يلي، التركيبة السكانية حسب تعدادي 2000 و2010.

### تعداد عام 2000
بلغ عدد سكان لينا 510 نسمة بحسب تعداد عام 2000، وبلغ عدد الأسر 216 أسرة وعدد العائلات 139 عائلة مقيمة في القرية. في حين سجلت الكثافة السكانية 576.8 نسمة لكل ميل مربع (222.7/كم2). وبلغ عدد الوحدات السكنية 221 وحدة بمتوسط كثافة قدره 249.9 نسمة لكل ميل مربع (96.5/كم2).
وتوزع التركيب العرقي للقرية بنسبة 99.22% من البيض و 0.20% من الأمريكيين الأفارقة و 0.39% من عرقين مختلطين أو أكثر.
بلغ عدد الأسر 216 أسرة كانت نسبة 31.0% منها لديها أطفال تحت سن الثامنة عشر تعيش معهم، وبلغت نسبة الأزواج القاطنين مع بعضهم البعض 44.4% من أصل المجموع الكلي للأسر، ونسبة 12.5% من الأسر كان لديها معيلات من الإناث دون وجود شريك، وكانت نسبة 35.2% من غير العائلات. تألفت نسبة 27.3% من أصل جميع الأسر من أفراد ونسبة 10.2% كانوا يعيش معهم شخص وحيد يبلغ من العمر 65 عاماً فما فوق. وبلغ متوسط حجم الأسرة المعيشية 2.86، أما متوسط حجم العائلات فبلغ 2.36.
بلغ العمر الوسطي للسكان 35 عاماً. وكانت نسبة 26.1% من القاطنين تحت سن الثامنة عشر، وكانت نسبة 8.8% بين الثامنة عشر والأربعة وعشرون عاماً، ونسبة 30.0% كانت واقعةً في الفئة العمرية ما بين الخامسة والعشرون حتى والأربعة وأربعون عاماً، ونسبة 18.4% كانت ما بين الخامسة والأربعون حتى الرابعة والستون، ونسبة 16.7% كانت ضمن فئة الخامسة والستون عاماً فما فوق. يوجد لكل 100 أنثى 109.9 ذكر، ويوجد لكل 100 أنثى في الثامنة عشر من عمرها فما فوق 104.9 ذكر.
بلغ متوسط دخل الأسرة في القرية 30,000 دولار، أما متوسط دخل العائلة فبلغ 34,750 دولار. وكان متوسط دخل الذكور 28,750 دولار مقابل 21,591 دولار للإناث. وسجل دخل الفرد الخاص بالقرية 19,262 دولار. وكانت نسبة 11.7% من العائلات ونسبة 13.7% من السكان تحت خط الفقر، وكان من هؤلاء نسبة 26.4% تحت سن الثامنة عشر ونسبة 7.1% في الخامسة والستين من العمر وما فوق.

### تعداد عام 2010
بلغ عدد سكان لينا 564 نسمة بحسب تعداد عام 2010، وبلغ عدد الأسر 251 أسرة وعدد العائلات 143 عائلة مقيمة في القرية. في حين سجلت الكثافة السكانية 547.6 نسمة لكل ميل مربع (211.4/كم2). وبلغ عدد الوحدات السكنية 275 وحدة بمتوسط كثافة قدره 267.0 لكل ميل مربع (103.1/كم2).
وتوزع التركيب العرقي للقرية بنسبة 96.6% من البيض و 1.4% من الأمريكيين الأصليين و 0.2% من الأمريكيين ذوي الأصول الآسيوية و 1.6% من عرقين مختلطين أو أكثر.
بلغ عدد الأسر 251 أسرة كانت نسبة 29.1% منها لديها أطفال تحت سن الثامنة عشر تعيش معهم، وبلغت نسبة الأزواج القاطنين مع بعضهم البعض 41.0% من أصل المجموع الكلي للأسر، ونسبة 11.6% من الأسر كان لديها معيلات من الإناث دون وجود شريك، بينما كانت نسبة 4.4% من الأسر لديها معيلون من الذكور دون وجود شريكة وكانت نسبة 43.0% من غير العائلات. وبلغ متوسط حجم الأسرة المعيشية 3.00، أما متوسط حجم العائلات فبلغ 2.25.
بلغ العمر الوسطي للسكان 37.8 عاماً. وكانت نسبة 23.4% من القاطنين تحت سن الثامنة عشر، وكانت نسبة 8.5% بين الثامنة عشر والأربعة وعشرون عاماً، ونسبة 27.1% كانت واقعةً في الفئة العمرية ما بين الخامسة والعشرون حتى والأربعة وأربعون عاماً، ونسبة 25.5% كانت ما بين الخامسة والأربعون حتى الرابعة والستون، ونسبة 15.4% كانت ضمن فئة الخامسة والستون عاماً فما فوق. وتوزع التركيب الجنسي للسكان بنسبة 50.4% ذكور و49.6% إناث.